# Charles Sheffield
Charles Sheffield (Kingston upon Hull, 25 de junho de 1935 – Silver Spring, 2 de novembro de 2002), nascido na Grã-Bretanha, foi um matemático, físico e escritor de ficção científica britânico. 
Autor de mais de trinta livros, foi presidente da Science Fiction and Fantasy Writers of America e da American Astronomical Society.

## Biografia
Sheffield nasceu em 1935, em Kingston upon Hull, no condado de Yorkshire. Estudou na Universidade de Cambridge, com graduação em Física e Matemática. Em seus estudos conheceu sua primeira esposa, Sarah Sanderson, cuja morte em 1977 o levou a começar sua carreira na escrita. Os dois tiveram dois filhos juntos, Christopher ("Kit") e Ann Elizabeth.
A família se mudaria para os Estados Unidos, onde Sheffield começou a trabalhar como físico em uma carreira que o levaria a ser consultor da NASA e a ser cientista chefe da empresa Earth Satellite Corporation, em Washington. Obteve um doutorado em física pela American University. Nesta época, ele conheceu Linda Zall, também cientista, com quem se casou e teve duas filhas, Elizabeth Rose e Victoria Jane. O casamento acabou em divórcio e Sheffield posteriormente se casou em 1997 com a também escritora Nancy Kress.

## Carreira
Sua carreira como escritor começou após a morte prematura de sua primeira esposa Sarah para o câncer. Ganhador dos prêmios Hugo e Nebula, Sheffield também foi presidente da Science Fiction and Fantasy Writers of America (1984–1986). Escrevia principalmente no gênero de ficção científica hard. Seu livro The Web Between the Worlds, cujo assunto é a construção de um elevador espacial, foi publicado simultaneamente com o romance de Arthur C. Clarke que tratava do mesmo assunto The Fountains of Paradise(As Fontes do Paraíso), uma coincidência que divertiu a ambos.
Foi cientista-chefe da Earth Satellite Corporation, uma empresa de análise de dados de satélite. Esta experiência resultou em vários escritos acadêmicos e dois livros populares de não-ficção, Earthwatch e Man on Earth, ambos coleções de imagens de satélites, coloridas artificialmente e contrastadas, da Terra vista do espaço.
Venceu os prêmios Nebula e Hugo por sua noveleta Georgia on My Mind e o John W. Campbell Memorial Award de 1992 por seu romance Brother to Dragons. Escrevia regularmente uma coluna para o website da editora Baen Books; seu último texto dizia sobre a descoberta do tumor cerebral que o levou à morte.

## Morte
Sheffield morreu em 2 de novembro de 2002, em Silver Spring, aos 67 anos, devido a um câncer no cérebro.